# East Kameng
East Kameng är ett distrikt i Indien.   Det ligger i delstaten Arunachal Pradesh, i den östra delen av landet, 1 600 km öster om huvudstaden New Delhi. Antalet invånare är 78 690. Arean är 4 134 kvadratkilometer. East Kameng gränsar till West Kameng district, Papum Pare och Sonitpur.
Terrängen i East Kameng är mycket bergig.